# Göteborgs Stad Namnberedningen
Göteborgs Stad Namnberedningen i Göteborg lyder under Kulturförvaltningen inom Göteborgs kommun. 
Gatunamnsberedning kom till 1919, men de äldsta gatunamnen etablerades redan vid Göteborgs första stadsplan 1621. År 1958 beslöt stadsfullmäktige att utse en beredning, Göteborgs gatunamnsberedning, med sju ledamöter som skulle lämna förslag på stadsdelar, gator, vägar och öppna platser, hamnar och broar. Beredningens namn ändrades 1974 till Göteborgs Kommuns Namnberedning samtidigt som verksamhetsområdet utökades till att omfatta namngivning även av sjukhus, skolor, offentliga byggnader och liknande, enligt ett nytt reglemente.
De nuvarande instruktionerna beslutades av Kulturnämnden den 25 augusti 2009, och säger att:
§1 Beredningen har till uppgift
1. att upprätta och till kulturnämnden lämna förslag till namn eller till ändring av namn på stadsdelar, trafikleder, gator, vägar, broar, hamnar samt parker, torg och andra öppna platser. Där så bedöms erforderligt sker detta efter samråd med brukare och ägare.
2. att vid behov biträda nämnder och styrelser vid upprättande av förslag till namn på sjukhus, sjukhem, ålderdomshem, pensionärshem, skolor, idrotts- och friluftsanläggningar, förvaltningsbyggnader, bostads- och industriområden, trafikplatser m.m.
3. att till kulturnämnden avge yttrande över av nämnder och styrelser till beredningen överlämnade förslag till namn på objekt, som anges under punkt 2.

Beredningen kan då den finner namngivning eller namnändring vara påkallad själv framlägga förslag härom. Om beredningen enhälligt biträder trafikhuvudmans förslag till namn på buss- och spårvägshållplatser ankommer det på av kulturnämnden utsedd tjänsteman att fatta beslut härom.
§ 2
Beredningen består av åtta (8) ledamöter utsedda av kulturnämnden inom eller utom nämnden.
Namnberedningen ska undvika dubbleringar, likalydande namn eller namn som kan vara svåra att uppfatta. Det är en viktig kulturgärning att värna om gatunamnen, vilka bidrar till en levande historia samt skapar kontakt med och väcker intresse för det som varit.
Till sin hjälp har beredningen Dialekt- och ortnamnsarkivet, Stadsbyggnadskontorets arkiv, Göteborgs Stadsmuseum, hembygdsföreningar samt enskilda personer. Hit kommer även förslag på personer, som man önskar fick en gata eller en plats uppkallad efter sig. Ett av villkoren är att personen varit död i minst fem år. Det finns dock minst sex undantag från regeln: Torgny Segerstedt, Dag Hammarskjöld, Olof Palme, Raoul Wallenberg och Carl Grimberg. 